# ACFT

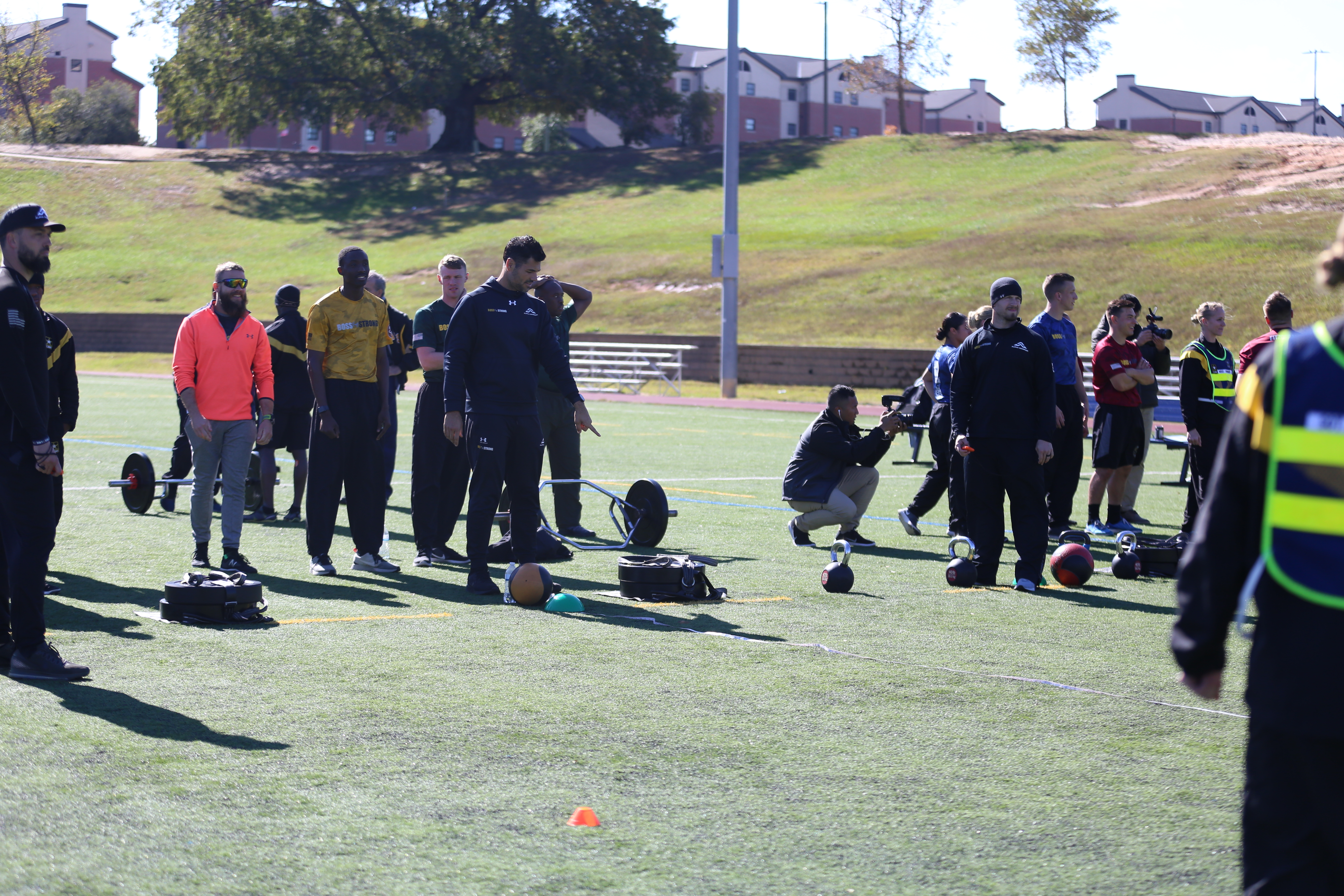
ACFT

ACFT(Army Combat Fitness Test)는 미국 육군 전투체력검정으로 미국 육군을 위한 체력측정이다. 그것은 전투 환경의 스트레스를 더 잘 반영하고, 병사들의 열악한 체력을 해결하고, 복무 중인 군인들의 근골격계 부상의 위험을 줄이기 위해 고안되었다. ACFT는 6종목으로 이루어져있다. 각 종목은 0점에서 100점까지의 점수로 등급이 매겨진다. 각 종목을 통과하기 위해서는 최소 60점이 필요하고 최대 점수는 600점이다. 미 육군체력검정은 2022년 10월부터 도입되었다.

## 발전
ACFT는 이라크 전쟁과 아프가니스탄 전쟁 중에 근골격계 부상으로 인한 전장 대피가 계속되는 전투보다 더 많이 이루어졌다는 것이 밝혀지면서 "전투태세"를 보다 면밀히 측정하기 위해 개발되었다. 부상은 현재 복무 중인 군인들의 소모율에 중요한 기여 요인이 될 수 있다.
ACFT는 또한 "입영하는 신병들의 건강과 체력 기준 저하"를 해결하기 위해 고안되었다. ACFT의 적용 전까지의 체력검정은 "입영 단계의 체력 테스트를 통과할 수 없는 과체중 신병들의 증가"와 신입 병사들의 열악한 신체 조건으로 인한 부상의 증가를 가져왔다.
ACFT는 2013년에 개발을 시작했으며, 이라크와 아프가니스탄에서 파병을 마친 사람들의 피드백뿐만 아니라 미육군 교리에 명시된 113개의 필수 "전사 임무 및 훈련"을 기반으로 제작되었다. 2019년에 ACFT는 63개의 예비 및 주 방위 부대에 시범적으로 실시되었고 2022년 10월에 본격적으로 자리잡아 미국 육군 체력 테스트를 대체하게 되었다.  이 테스트는 40년 만에 실시된 미국 육군 체력 테스트의 첫 번째 변화였다.
ACFT는 최종 결정되기 전에 몇 가지 변경 사항을 거치게 되었다. 변경 사항 중에는 "레그 턱"을 없애고 플랭크로 대체하며 연령 및 성별에 따라 점수를 변경하는 것이 포함되었다. 초기에 ACFT는 연령 및 성별에 관계없이 점수를 매기는대신 군인들의 군대 직업 전문성에 따라 세 계층으로 나누었다. 그러나 이 연령과 성별에 관계 없이 점수를 매기는 방식은 여성과 비교적 연장자에게 불이익을 주고 전문 지식과 지적 준비를 무색하게 하는지에 대한 논쟁을 일으켰다. 결국 연령 및 성별에 따른 차등 점수제가 도입되었다.

## 종목

### 3회 반복 최대 데드리프트(3 REPETITION MAXIMUM DEADLIFT; MDL)
3회 반복할 수 있는 최대 무게의 데드리프트를 실행한다.

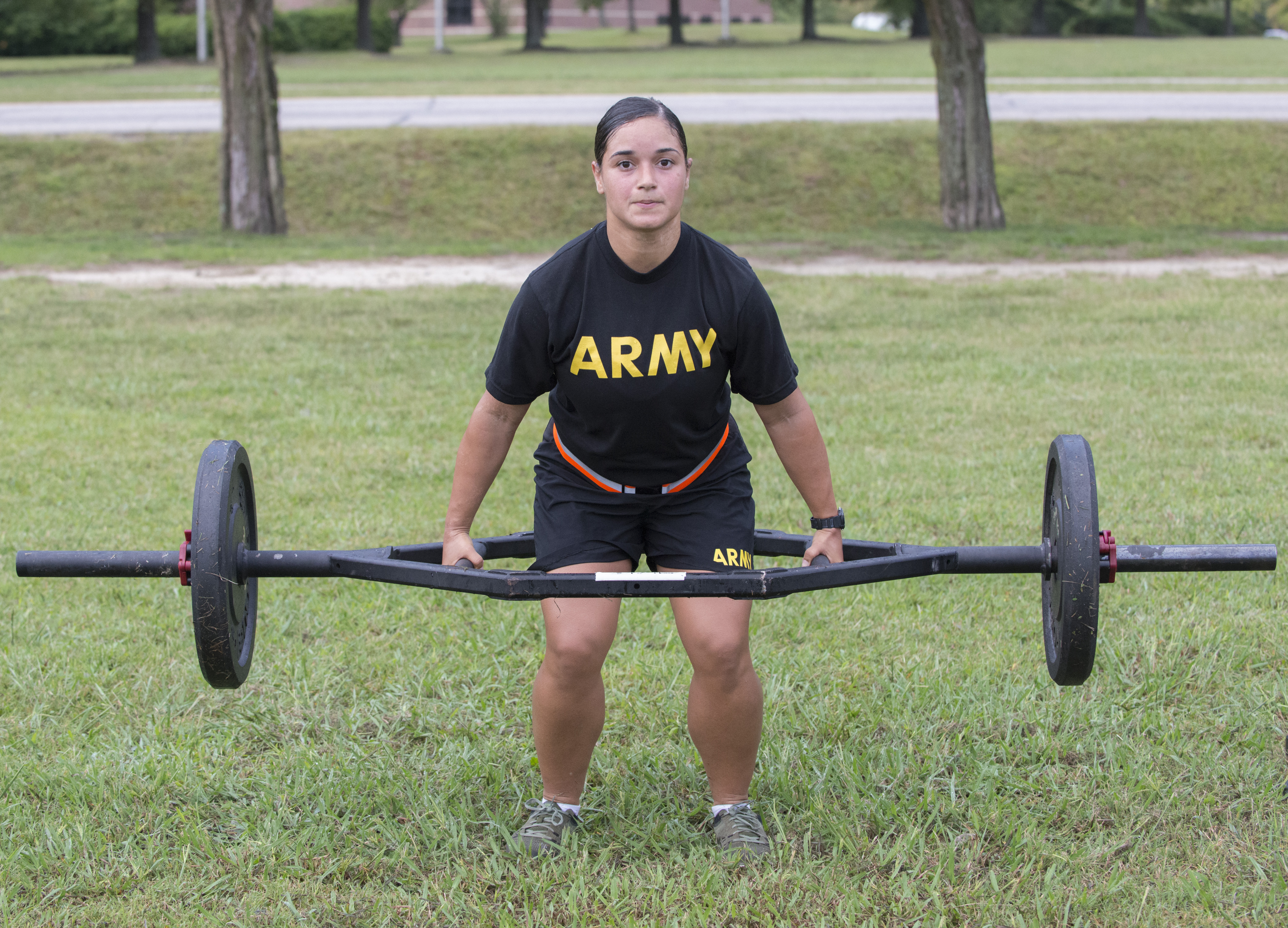
3회 반복 최대 데드리프트

MDL은 병사의 하체, 악력, 핵심 근력을 측정하여 체력의 근력 성분을 평가하는 종목이다. 등과 다리 근육이 잘 조절되어야 하며 군인들
이 엉덩이, 무릎, 허리 부상을 피할 수 있도록 도와준다. 유연성과 균형은 MDL이 평가하는 체력의 2차 요소이다.
필요한 장비로는 헥스바와 60파운드짜리 원판이 있다.

### 스탠딩 파워 스로우(STANDING POWER THROW; SPT)
10파운드의 메디신볼을 머리 위로 뒤로 던져서 거리를 측정한다.
SPT는 군인이 상체와 하체로 빠르고 폭발적인 움직임을 생성하는 능력을 측정하여 체력의 파워 성분을 평가한다. SPT로 체력의 2차 구성 요소인 균형, 조정 및 유연성을 평가할 수 있다.

### 핸드 릴리즈 푸시업 - 암 익스텐션(HAND RELEASE PUSH-UP - ARM EXTENSION; HRP)
제한시간 2분 안에 가능한 한 많은 핸드 릴리즈 팔굽혀펴기 시행한다.
HRP는 군인의 상체 지구력을 측정하여 체력의 근지구력 성분을 평가한다. HRP는 상체와 코어 근력 훈련을 위한 강력한 훈련이다. 유연성은 HRP에 의해 평가된 체력의 부차적인 요소이다.

### 스프린트-드래그-캐리(SPRINT-DRAG-CARRY; SDC)
50m 구간을 순서대로 전력 질주, 드래그, 측면 이동, 운반 및 전력 질주를 시행한다.
SDC는 군인이 짧은 시간 동안 중간에서 높은 강도의 근력을 유지하는 능력을 측정함으로써 체력의 근지구력, 근력, 무산소성 힘 및 무산소성 지구력 구성 요소를 평가한다. SDC가 평가한 체력의 2차 구성 요소에는 균형, 협응, 민첩성, 유연성 및 반응 시간이 포함된다.

플랭크

### 플랭크(PLANK; PLK)
적절한 플랭크 자세를 가능한 한 오래 유지하는 종목이다.
PLK는 군인의 핵심적인 힘과 지구력을 측정함으로써 체력의 근지구력을 평가한다. 균형은 PLK가 평가하는 체력의 부차적인 요소이다.

### 2마일 달리기(TWO-MILE RUN; 2MR)
일반적으로 평평한 야외 코스에서 2마일을 달린다.
2MR은 체력의 유산소성 지구력을 평가한다. 유산소성 지구력이 높을수록 군인은 오랜 시간 동안 일할 수 있고 반복적인 신체 작업을 수행할 때 더 빠르게 회복할 수 있다.

## ACFT 평가표
ACFT 평가표(2022년 3월 23일 기준)

## 사용
BCT(Brigade Combat Team, 여단 전투단)를 졸업하기 전과 AIT(Advanced Individual Training, 병과교육) 기간 동안 육군 전투 체력 시험(ACFT)을 통과해야 한다. AIT 후에는 1년에 한 번 ACFT를 치르게 되며 결과는 기록으로 남게 된다. 지휘관의 재량에 따라 체력 수준을 측정하기 위해 언제든지 ACFT가 실시될 수 있다.
한국에서는 카투사도 체력검정으로써 ACFT를 실시한다.

### ACFT 및 경력
미 육군은 최소한 1년에 한 번 ACFT 기록을 취득해야 하며, 진급에도 중요한 영향을 끼친다. 군대에서는 체력이 매우 중요하며, 최고의 몸을 갖춘 사람만이 부사관이 되거나 특수 훈련 학교에 입학할 수 있다는 미국 군대의 방향성때문이다.

#### 진급 포인트
미군은 진급하기 위한 진급 포인트가 있는데 이것에 영향을 미치는 것 중 하나가 ACFT 점수이다.

#### 특수 학교
진급 점수를 얻는 것 외에도 높은 ACFT 점수는 Air Assault, Sniper 및 Mountain Warfare와 같은 특수 학교에 입학하는 데 도움이 될 수 있다. 이러한 학교의 가용성은 부분적으로 MOS 및 단위 임무에 따라 결정되지만 일부는 매우 높은 ACFT 점수를 요구한다. 이렇게 엄선된 학교에 다닐 수 있는 기회는 일생에 한 번 올 수 있으며 각 학교에는 강도 높은 신체 훈련이 필요하다. 가장 훌륭하고, 가장 똑똑하고, 가장 신체적으로 적합한 사람만이 선택되는 것이다.

#### 부사관 교육 시스템(NCOES)
NCO는 군인의 지도자이자 훈련자이다. NCO 아카데미에서 교육 과정을 이수하면 진급 자격을 얻게 된다. 아카데미의 첫 번째 과제 중 하나로 ACFT에 응시하게 되며 결과는 영구 기록에 남게 된다.

## 같이 보기
- 미군
- 데드리프트
- 플랭크 (운동)
- 달리기
- 체력
- 전투
- 카투사

## 참고문헌
- 김경배, <군 체력검정 대체검사 개발>, 육군사관학교 화랑대연구소, 2013
- department of the army, U.S army fitness training handbook, The Lyons press, 2003
- united states army physical fitness school, U.S. army fitness training handbook, the official U.S. army physical readiness training manual, Books Express Publishing, 2010